# Miltonia russelliana
Miltonia russelliana é uma espécie epífita com pseudobulbos ovóides, comprimidos e bifoliados, assentados sobre rizoma rasteiro e vigoroso. Escapo floral apresentando de seis a oito flores. Flor pequena de 2 centímetros de diâmetro, com pétalas e sépalas castanho-amareladas. Labelo estreito e pontudo, de cor branca, com mácula púrpura na sua parte central. A flor nunca se abre totalmente. É pouco cultivada.
Floresce no inverno. Pode ser encontrada no sudeste do Brasil.